# Heinz Fischer
Heinz Fischer (n. 9 octombrie 1938, Graz, Stiria, Imperiul German) este un politician austriac, fost președinte al Austriei din 8 iulie 2004 până pe 8 iulie 2016. În trecut el a mai executat funcția de ministru al științei și cercetării și cea de președinte a Consiliului Național din 1990 până în 2002. Pe parcursul mandatului său de președinte, el și-a suspendat statutul de membru al Partidului Social Democrat.

## Viața personală
Heinz Fischer s-a născut în Graz, Stiria, care devenise recent parte a Germaniei după anexarea din martie 1938. El a studiat dreptul la Universitatea din Viena, obținând un doctorat în anul 1961. Se consideră un agnostic și un social democrat. Fischer este căsătorit cu Margit Fischer din anul 1968. Cei au împreunăî doi copii, Philip și Lisa. Fischer adoră drumețiile și a fost președinte al organizației austriece Prietenii naturii. Pe lângă cariera politică, acesta a fost profesor de științe politice la Universitatea din Innsbruck.

## Președinte al Austriei

### Primul mandat
În ianuarie 2004 Fischer și-a anunțat candidatura la președinția Austriei pentru a-l succede pe Thomas Klestil. El a fost numit pe 25 aprilie 2004 candidat al Partidului Social Democrat, aflat în acel moment în opoziție. Sondajele indicau o victorie cu 52,4% în fața lui Benita Ferrero-Waldner, la acea vreme ministru de externe din partea  Partidului Popular Austriac. El a depus jurământul la data de 8 iulie 2004.
Fischer a avut parte de numeroși critici, printre care și Norbert Leser, fost coleg de facultate, care l-a numit un politician de carieră (Berufspolitiker) care nu a fost niciodată în contact cu lumea reală. Ei pretind că Fischer a evitat mereu controversele și conflictele, chiar și atunci păreau necesare.

### Al doilea mandat
În aprilie 2010, Fischer a fost reales președinte, câștigând un nou mandat de șase ani cu 79% din voturi. Totuși, la aceste alegeri s-a înregistrat cea mai mică prezență la vot - 53,6%. Aproximativ o treime din cei eligibili de vot au votat pentru Heinz Fischer, ziarul Die Presse descriind aceste alegeri drept o  "majoritate absolută pentru non-votanți". Motivele acestei participări scăzute au fost sondajele care preconizau o victorie sigură a lui Fischer și faptul că principalul partid de opoziție ÖVP, nu a nominalizat niciun candidat propriu și nu a susținut niciunul dintre cei trei candidați.